# Стів Найт (політик)
Стівен Томас «Стів» Найт (англ. Stephen Thomas "Steve" Knight; нар. 17 грудня 1966, база ВПС Едвардс, Каліфорнія) — американський політик-республіканець, з 2015 р. представляє 25-й округ штату Каліфорнія у Палаті представників США.
Навчався у Antelope Valley College в Ланкастері. Він служив в армії Сполучених Штатів, а потім працював у Департаменті поліції Лос-Анджелеса. З 2005 по 2008 рр. був членом ради міста Палмдейл, а з 2008 по 2012 рр. — членом Асамблеї штату Каліфорнія (з 2010 р. обіймав посаду заступника лідера республіканської меншості). З 2012 по 2014 рр. входив до Сенату Каліфорнії.